# Meho Kodro
Mehmed Kodro (Gubavica, Mostar, República Socialista de Bosnia-Herzegovina, 12 de enero de 1967), más conocido como Meho Kodro, es un exfutbolista internacional, que jugaba como delantero, y entrenador bosnioherzegovino.
Es padre del futbolista internacional Kenan Kodro.

## Trayectoria

### Como jugador
Meho nació en Mostar, cuando ésta pertenecía a Yugoslavia. Kodro se formó en las categorías inferiores del FK Blagaj entre 1980 y 1985. Ese mismo año hizo su debut en el fútbol profesional en las filas del FK Velež Mostar. En el equipo yugoslavo coincidió con otro gran delantero como Vlado Gudelj durante seis años.
En 1991, con el inicio de las guerras yugoslavas, emigró al País Vasco para jugar en las filas de la Real Sociedad. El equipo txuri-urdin, dirigido por John Benjamin Toshack, pagó 100 millones de pesetas por el delantero. El 7 de diciembre, en su segundo partido en Primera División, anotó su primer tanto en una derrota por 4 a 1 ante el Real Madrid. Una semana después logró su primera diana como local en el Estadio de Atocha ante el CD Logroñés. El 26 de abril de 1992 marcó un tanto a los diecisiete segundos del inicio en un partido que acabó empate a dos ante el Real Madrid. En su primera temporada en el fútbol español logró trece goles, acabando el club donostiarra como quinto clasificado. En la campaña siguiente, la de su debut en Copa de la UEFA, volvió a anotar trece tantos (doce en Liga y uno en Copa).
En la temporada 1993-94 logró veintisiete tantos entre Liga y Copa, incluyendo un hat-trick ante el Figueres. El 22 de enero logró un doblete en Anoeta que sirvió para derrotar al FC Barcelona, marcando el primero de los tantos a los cincuenta segundos. El 24 de abril abrió el marcador en el triunfo por 0 a 2 en el Estadio Santiago Bernabéu. Kodro acabó la campaña como tercer máximo goleador de la competición liguera, únicamente por detrás de Romário y Šuker. El 5 de marzo de 1995 marcó cuatro tantos ante el CD Tenerife en un triunfo por 5 a 2. Casi tres meses después, el 28 de mayo de 1995, logró un histórico triplete en el derbi vasco ante el Athletic Club (5-0). Meho acabó la temporada con veintiocho goles, veinticinco de ellos en Liga solo por detrás de Iván Zamorano.
Pocos días antes, por petición expresa de Johan Cruyff, había llegado a un acuerdo para fichar por el FC Barcelona que pagó 700 millones de pesetas a la Real Sociedad. El 9 de septiembre, en su segundo partido como blaugrana, logró un doblete ante el CP Mérida. Un mes después, ya en Copa de la UEFA, anotó un nuevo doblete en la victoria por 3 a 0 ante el Vitória de Guimarães. El 10 de febrero marcó su tercer doblete de la temporada en una contundente victoria por 3 a 0 ante el Real Madrid. A pesar de lograr quince tantos entre todas las competiciones, no continuó en el club blaugrana y se marchó al CD Tenerife. El club tinerfeño abonó 350 millones de pesetas por el delantero para sustituir a Pizzi, que había sido Pichichi y se había marchado al propio Barcelona.
En su primera temporada en la isla, vivió una temporada para el recuerdo ya que el equipo alcanzó las semifinales de la Copa de la UEFA bajo las órdenes de Jupp Heynckes. En la siguiente temporada formó una gran dupla de ataque junto a un joven Roy Makaay, siendo Kodro máximo goleador con catorce tantos. Además, en marzo de 1998 alcanzó los cien goles en Primera División. Sin embargo, su última temporada en el club no fue muy productiva, ya que sólo fue titular en dos ocasiones, siendo Juanele y Makaay la dupla habitual en ataque. Su última temporada en el fútbol español la jugó como cedido en el Deportivo Alavés, equipo en el que logró cinco tantos y coincidió con otros grandes delanteros como Julio Salinas o Javi Moreno.
Se retiró en las filas del Maccabi Tel Aviv en 2001, después de una temporada en el club israelí.

### Selección nacional
El 4 de septiembre de 1991 debutó con la selección de Yugoslavia en una derrota por 3 a 4 ante Suecia. Entre 1996 y 2000 fue internacional con la selección de Bosnia y Herzegovina, con la que logró tres goles en trece encuentros.

### Como entrenador
Tras su retirada como futbolista en 2001, Kodro se estableció con su familia en la ciudad de San Sebastián y comenzó a prepararse como entrenador de fútbol. Obtuvo la titulación requerida para entrenar en España y dio sus primeros pasos como entrenador dirigiendo al juvenil del Antiguoko, un prestigioso club de fútbol base de la ciudad de San Sebastián. Su salto al fútbol profesional lo dio en 2006, cuando volvió a la Real Sociedad, esta vez como segundo de José Mari Bakero, cuando éste se hizo con el cargo de entrenador del primer equipo. Con Bakero al mando la Real Sociedad logró la permanencia al finalizar la temporada 2005-06 y el tándem Bakero-Kodro fue renovado al frente del equipo. Sin embargo, al poco de comenzar la temporada 2006-07, el 26 de octubre de 2006, Bakero fue destituido al igual que el propio Kodro.
En enero de 2008 fue nombrado seleccionador de la selección de fútbol de Bosnia y Herzegovina, como sustituto de Fuad Muzurović y con el objetivo de clasificar a los bosnios para el Mundial de fútbol 2010. Sin embargo la aventura de Kodro al frente de la selección de su país no duró mucho. En mayo de 2008, Kodro fue cesado tras un enfrentamiento con la Federación de su país. El conflicto se debió a que la Federación de su país había concertado un partido amistoso contra Irán sin que el seleccionador hubiera dado su visto bueno. El largo desplazamiento a Irán que interfería a la preparación de la selección provocó no solo que Kodro se negara a dirigir a la selección, sino que jugadores importantes de la selección se negaron a acudir a jugar el partido a Irán.
En la temporada 2008/09 Kodro regresó de nuevo a la Real Sociedad, esta vez como entrenador de la Real Sociedad Juvenil de División Honor. Tras dos temporadas al frente de los juveniles, fue ascendido a entrenador del Sanse que jugaba en la Segunda división B. En el conjunto filial permaneció tres temporadas.
En septiembre de 2014 firmó como entrenador del FK Sarajevo, siendo destituido en abril de 2015. A finales de diciembre de 2016 se hizo oficial su contratación como técnico del Servette suizo. Allí estuvo hasta el mes de marzo de 2018, cuando llegó a un acuerdo para abandonar el club.
En agosto de 2020, se hizo cargo del FC Stade Lausanne Ouchy suizo, que competía en la Challenge League. Dejó el puesto tras dos años.
En agosto de 2023, fue nombrado seleccionador de Bosnia y Herzegovina por segunda vez en su carrera. Obtuvo la victoria en su primer partido cuando el equipo venció a Liechtenstein en un partido de clasificación para la Eurocopa 2024 el 8 de septiembre de 2023. Sin embargo, tras una derrota ante Islandia tres días después, que limitó en gran medida las posibilidades de disputar la Eurocopa 2024, Kodro fue despedido el 21 de septiembre.

## Clubes

### Como futbolista
| Club                           | País                 | Año       |
| ------------------------------ | -------------------- | --------- |
| FK Velež Mostar                | Bosnia y Herzegovina | 1985-1991 |
| Real Sociedad                  | España               | 1991-1995 |
| FC Barcelona                   | España               | 1995-1996 |
| Club Deportivo Tenerife        | España               | 1996-1999 |
| Deportivo Alavés               | España               | 1999-2000 |
| Maccabi Tel Aviv Football Club | Israel               | 2000-2001 |

### Como entrenador
| Club                                          | País                 | Año         |
| --------------------------------------------- | -------------------- | ----------- |
| Selección de fútbol de Bosnia y Herzegovina   | Bosnia y Herzegovina | 2008        |
| Juvenil División de Honor de la Real Sociedad | España               | 2008 - 2010 |
| Real Sociedad "B"                             | España               | 2010 - 2013 |
| FK Sarajevo                                   | Bosnia y Herzegovina | 2014 - 2015 |
| Servette FC                                   | Suiza                | 2017 - 2018 |
| FC Stade-Lausana-Ouchy                        | Suiza                | 2020 - 2022 |
| Selección de fútbol de Bosnia y Herzegovina   | Bosnia y Herzegovina | 2023        |

## Palmarés
| Título             | Club             | País       | Año  |
| ------------------ | ---------------- | ---------- | ---- |
| Copa de Yugoslavia | Velež Mostar     | Yugoslavia | 1986 |
| Copa de Israel     | Maccabi Tel Aviv | Israel     | 2001 |

### Distinciones individuales
| Distinción                           | Año  |
| ------------------------------------ | ---- |
| Futbolista Bosnioherzegovino del Año | 1996 |
| Futbolista Bosnioherzegovino del Año | 1997 |

## Vida personal
Meho Kodro nació en la aldea de Gubavica, situada a 18 km al sur del casco urbano de Mostar, a cuyo municipio pertenece. Cuando tenía tres años sus padres se trasladaron a otro pueblo más cercano a la vecina ciudad, en cuyo entorno creció el jugador.
Tiene mujer (Aza), dos hijas (Dalila y Meliha) y un hijo (Kenan, también futbolista). Mientras Dalila nació en Bosnia, Kenan y Meliha nacieron cuando ya vivía en San Sebastián.